# Orectospira
Orectospira là một chi ốc biển, một động vật thân mềm chân bụng sống ở biển trong họ Turritellidae.

## Các loài
Các loài trong chi Orectospira bao gồm:
- Orectospira babelica (Dall, 1907)
- Orectospira shikoensis (Yokoyama, 1928)[2]
- Orectospira tectiformis (Watson, 1880)[3]

Loài được đưa vào từ đồng nghĩa
- Orectospira fusca Okutani & Habe, 1981: synonym of Mathilda fusca (Okutani & Habe, 1981)